# ماناسلو ۶۹۱۸
سیارک ۶۹۱۸ (به انگلیسی: 6918 Manaslu، نامگذاری:1993FV3) شش هزار و نهصد و هجدهمین سیارک کشف شده‌است که در ۲۰ مارس ۱۹۹۳ کشف شد.
قدر مطلق سیارک برابر ۱۳٫۷۰ است.